# Вайт Тауншип (округ Кембрія, Пенсільванія)
Вайт Тауншип (англ. White Township) — селище (англ. township) в США, в окрузі Кембрія штату Пенсільванія. Населення — 931 особа (2020).

## Демографія
Згідно з переписом 2010 року, у селищі мешкало 836 осіб у 369 домогосподарствах у складі 243 родин. Було 652 помешкання
Расовий склад населення:
| - 98,2 % — білих - 0,2 % — корінних американців - 0,2 % — чорних або афроамериканців - 0,2 % — азіатів |

До двох чи більше рас належало 0,7 %. Частка іспаномовних становила 0,4 % від усіх жителів.
За віковим діапазоном населення розподілялося таким чином: 17,5 % — особи молодші 18 років, 59,3 % — особи у віці 18—64 років, 23,2 % — особи у віці 65 років та старші. Медіана віку мешканця становила 48,4 року. На 100 осіб жіночої статі у селищі припадало 96,2 чоловіків;  на 100 жінок у віці від 18 років та старших — 97,1 чоловіків також старших 18 років.
Середній дохід на одне домашнє господарство  становив 57 278 доларів США (медіана — 48 080), а середній дохід на одну сім'ю — 61 729 доларів (медіана — 49 145). Медіана доходів становила 45 655 доларів для чоловіків та 35 673 долари для жінок. За межею бідності перебувало 11,9 % осіб, у тому числі 22,1 % дітей у віці до 18 років та 4,7 % осіб у віці 65 років та старших.
Цивільне працевлаштоване населення становило 359 осіб. Основні галузі зайнятості: освіта, охорона здоров'я та соціальна допомога — 20,6 %, роздрібна торгівля — 14,8 %, науковці, спеціалісти, менеджери — 13,9 %.